# Едвард Чінг-Те Чао
Едвард Чінг-Те Чао (народився 30 листопада 1919, Сучжоу, Китай; † 3 лютого 2008, Ферфакс, Вірджинія, США) — американсько-китайський петролог і дослідник ударних явищ (імпактних подій), який, зокрема, досліджував наслідки падіння метеоритів на земну кору. Він відомий відкриттям двох природних модифікацій кварцу під високим тиском — коеситу та стишовіту.

## Життєпис
Народившись у Китаї, Чао приїхав до Сполучених Штатів у 1945 році, де викладав китайську мову американським військам. Потім він відвідав Чиказький університет і отримав ступінь доктора геології в 1948 році. З 1949 року до виходу на пенсію в 1994 році він працював у Геологічній службі США (USGS).

## Наукові праці
Протягом своєї наукової кар'єри Чао працював над різними темами. У 1960 році він знайшов незвичайний мінерал з високим показником заломлення в зразку пісковика поблизу Метеорного кратера в Аризоні. Йому вдалося виділити модифікацію кварцу під високим тиском. Чао назвав новий мінерал коесит на честь вченого Лорінга Коуса-молодшого, який сім років тому синтезував ту ж модифікацію в лабораторії. Через кілька років Чао знайшов у цих породах другу модифікацію кварцу під високим тиском. Це також було раніше синтезовано в лабораторних дослідженнях, але не було відомо, що воно зустрічається в природі. Він назвав цей мінерал стишовитом на честь російського фізика Сергія Михайловича Стишова, який першим його синтезував. Коесит і стишовіт стали відомі як характерні ознаки наслідків ударних явищ. Це, по суті, єдині природні процеси, які створюють достатньо високий тиск для отримання цих двох щільних мінералів зі звичайного кварцу. Чао та Юджин Шумейкер також знайшли їх у скелях Нердлінгер-Рис і таким чином надали докази того, що Рис утворився в результаті удару.
Чао зробив багато новаторських відкриттів про утворення тектитів. Він виявив докази проходження тектитів через атмосферу Землі.
Чао також брав участь в аналізі місячних порід з місій Аполлон.

## Публікації
- Buch: „Aufschlüsse im Ries-Meteoriten-Krater“ Beschreibung, Fotodokumentation und Interpretation Von Edward C.T. Chao, Rudolf Hüttner, Hemann Schmidt-Kaler
- Comparative water-quality assessment of the Hai He River basin in the People's Republic of China and three similar basins in the United States U.S. Geological Survey Professional Paper No. 1647 (2001)
- Comparison of the Cretaceous-Tertiary boundary impact events and the 0.77-Ma Australasian tektite event; relevance to mass extinction U.S. Geological Survey Bulletin No. 2050 (1993)
- Allocation of subsamples of Apollo 17 lunar rocks from the boulder at station 7, for study by the International Consortium U.S. Geological Survey Open-File Report No. 78-511 (1978)
- Merumite; a complex assemblage of chromium minerals from Guyana U.S. Geological Survey Professional Paper No. 887 (1976)

## Вшанування
На його честь названо мінерал Чаоїт.

## Інтернет-ресурси
- Washington Post obituary
- Story on naming of stishovite
- Meteoritical Society